# 斯里兰卡经济
斯里蘭卡經濟在自由化進程中，增長速度持續加快。斯里兰卡最大優勢在於礦業和地理位置，它是一個寶石富集的島嶼，世界前五名的寶石生產大國，被譽為「寶石島」。所以在經濟初期階段，礦業讓它有不少初期發展優勢，每年寶石出口可以達5億美元的出口值，紅寶石、藍寶石及貓眼最出名。
紡織和茶葉雖處於初期發展，但是茶葉在歐洲市場廣受歡迎，紅茶產品聞名於世，年產量達2.849億公斤，是世界上最大的紅茶生產基地。茶葉出口額達10.3億美元，在世界銀行針對全球185個國家發布的2013年全球營商環境指數中，斯里蘭卡排名81位優於印度、巴基斯坦、孟加拉，在該地區新興國家中被視為外資營運基地的進入點。
出於戰略考量，中華人民共和國和斯里兰卡長期有多種合作關係密切。中國企業投資建造的科倫坡南港國際集裝箱碼頭於2013年啟用，更早的2008年斯里蘭卡就在距離首都科倫坡50公里處為中國投資者建立了一個佔地150公頃的經濟特區，中國企業在此可享受許多優惠，也開始洽談自由貿易協定。南部城市漢班托塔的工業園區也幾乎交由中國大陸的國企和民企來開發基礎建設，並開發酒店度假村。
2022年，斯里蘭卡陷入獨立以來最嚴重的經濟危機。

## 图片

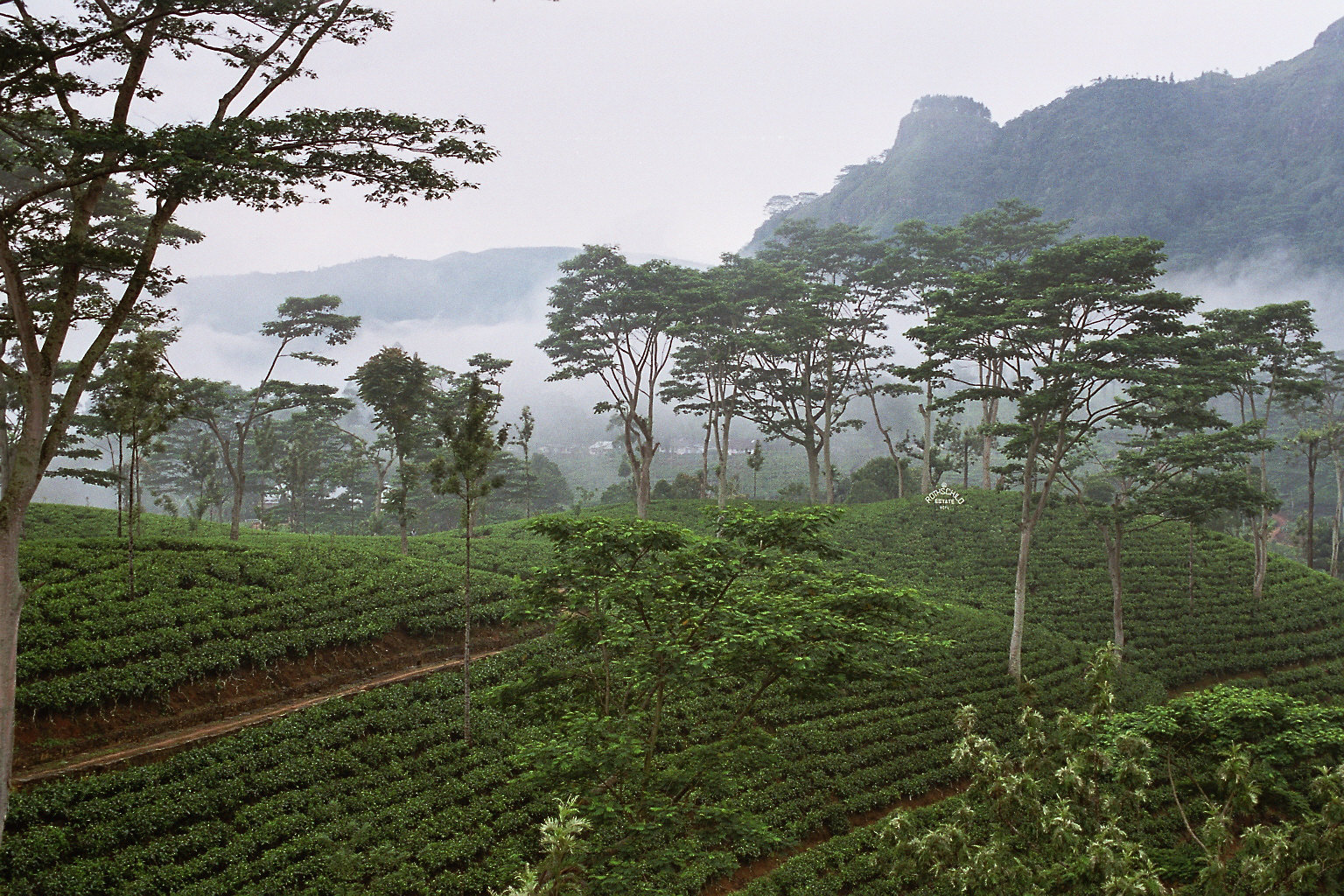
錫蘭紅茶園
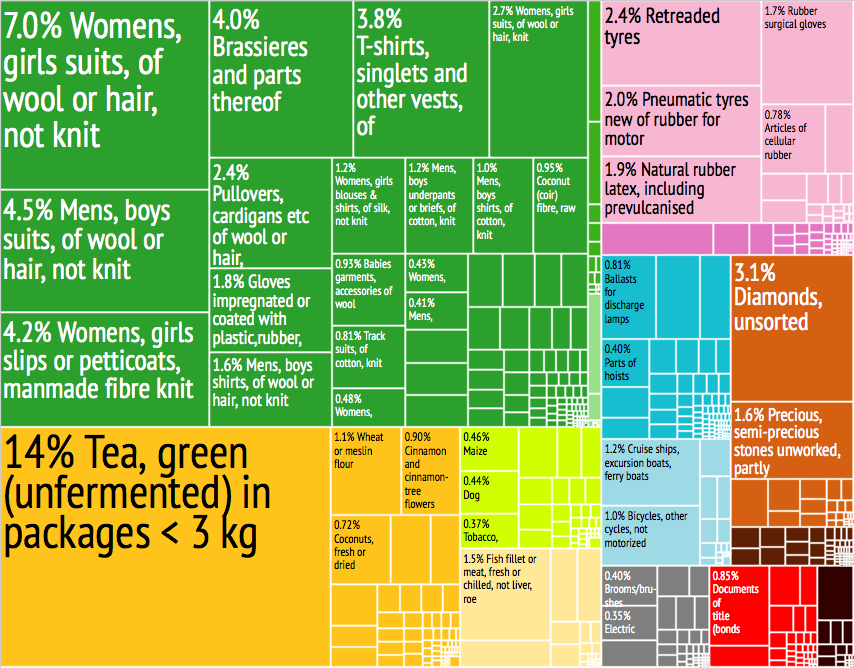
出口品
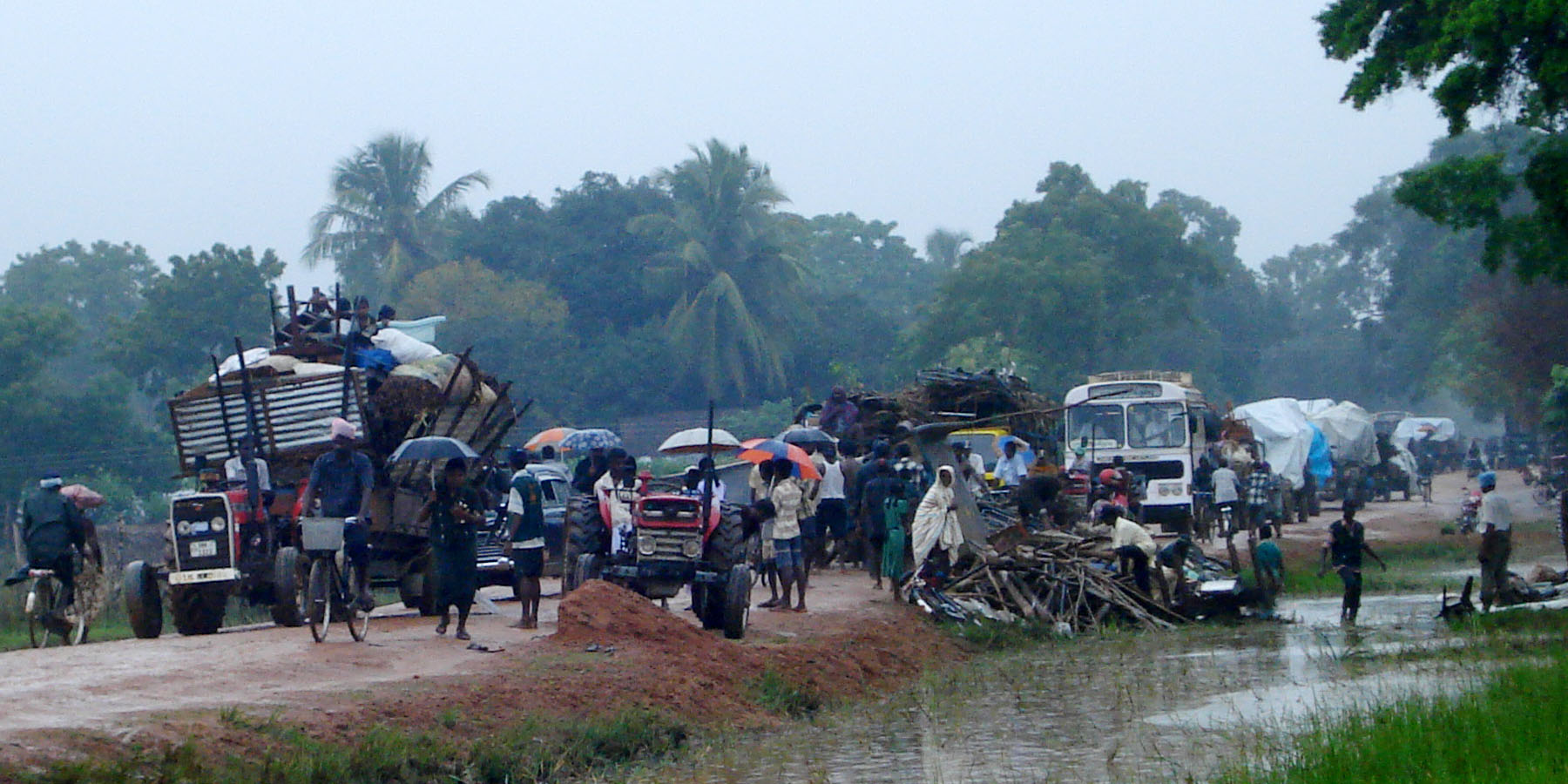
農村地區
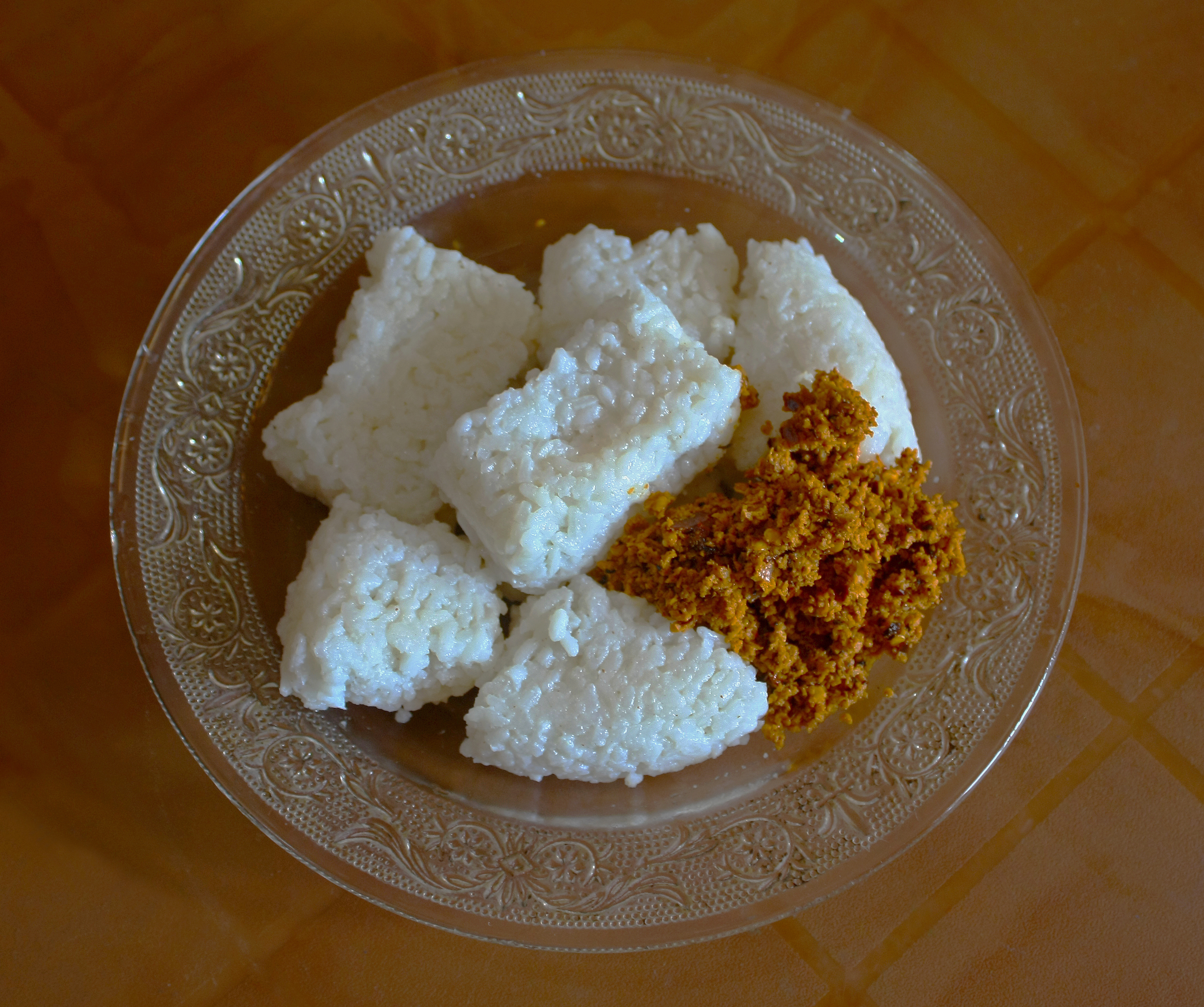
卡里餐
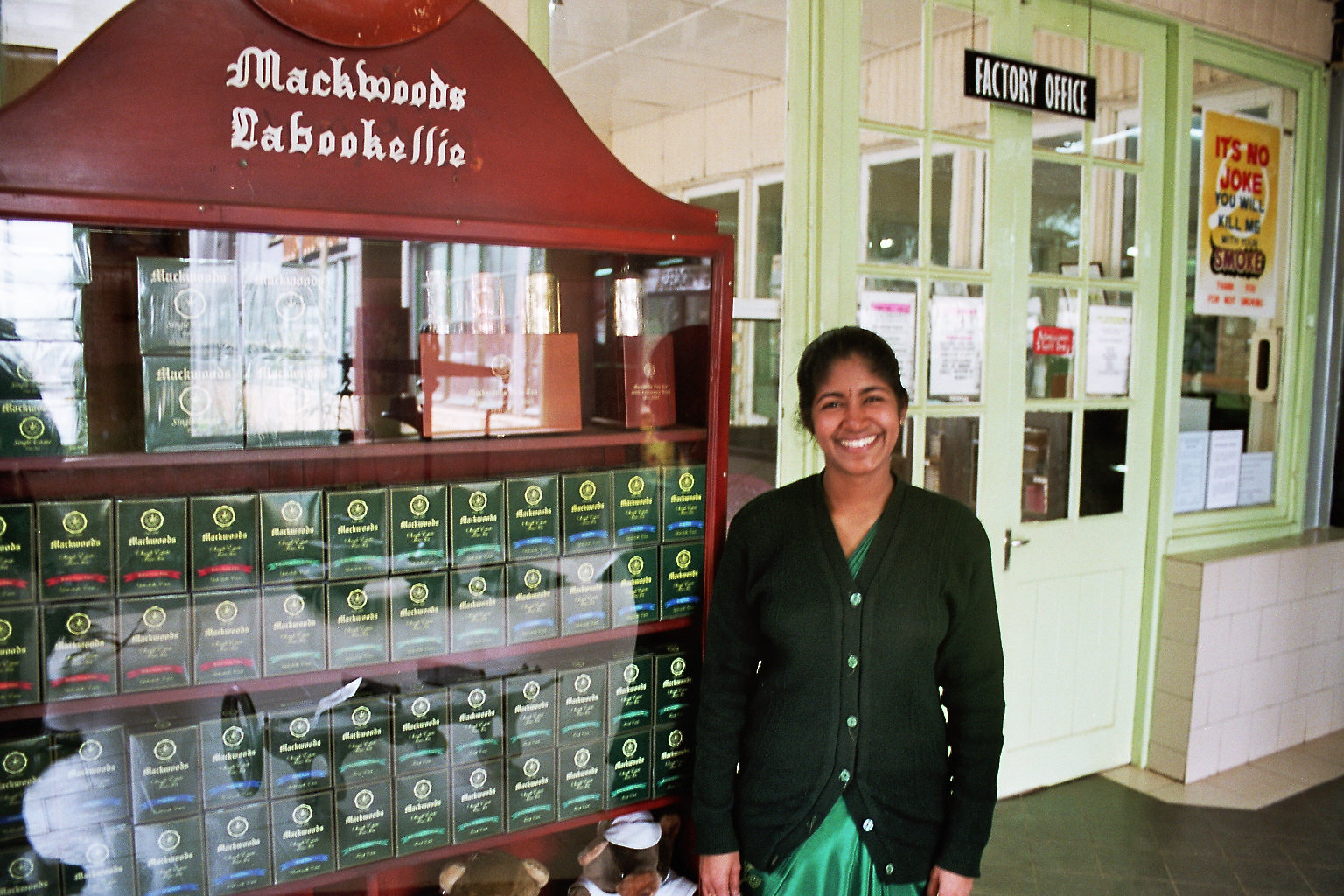
錫蘭紅茶出口品